# Len Cariou
Leonard Joseph "Len" Cariou (Saint Boniface, Manitoba, 30 de setembre de 1939) és un actor canadenc.

## Biografia
Va destacar per haver interpretat el personatge de Sweeney Todd en el musical Sweeney Todd: The Demon Barber of Fleet Street (1979) de Stephen Sondheim. Per aquesta interpretació, va guanyar el premi Drama Desk for Outstanding Actor in a Musical en la temporada 1978/1979.
Ha aparegut també en diversos capítols del telefilm S'ha escrit un crim, al costat d'Angela Lansbury, que havia estat la seva coprotagonista en Sweeney Todd.
Des del 2010 interpreta Henry Reagan, el pare de Tom Selleck, en la sèrie televisiva policíaca de la CBS Blue Bloods.
Es va casar amb Patricia Otter, amb qui va tenir una filla, Laurel, i amb Susan Kapilow el 1975. Del 1979 al 1983, ha estat company de l'actriu Glenn Close i des del 1986 està casat amb Heather Summerhayes.

## Filmografia
Les seves pel·lícules més destacades són:
- 1977: Melodia nocturna (A Little Night Music): Frederick Egerman
- 1977: One Man: Jason Brady
- 1978: Canada Vignettes: Spence's Republic (veu)
- 1978: Canada Vignettes: Lady Frances Simpson (veu)
- 1978: Drying Up the Streets: Larry
- 1978: Who'll Save Our Children? (TV): Matt Rentar
- 1981: Madame X (TV): John Abbott
- 1981: The Forn Seasons, d'Alan Alda: Nick Callan
- 1984: Louisiane (Louisiana) (TV): Oswald
- 1985: Surviving (TV): David Brogan
- 1985: There Were Times, Dear (TV): Bob Millard
- 1985 - 1992: Arabesque (TV) Michael Hagarty
- 1986: Killer in the Mirror (TV): Jason Howell
- 1988: Lady in White de Frank LaLoggia: Phil Terragarossa
- 1993: Miracle on Interstate 880) (TV): Buck Helm
- 1993: Class of'61 (TV): Dr. Leland Peyton
- 1993: The Sea Wolf (TV): Dr. Picard
- 1993: Nova York - Policia judicial (TV), Cap. Allard Bunker
- 1994: Getting In: Dr. Lionel Higgs / Dr. Ezekial Higgs
- 1994: Witness to the Execution (TV): Jake Tyler
- 1994: Love on the Run (TV): Noah Cross
- 1995: The Man in the Attic (TV): Joseph Heldmann
- 1995: Derby (TV): Henry Woods
- 1995: No parlis mai amb desconeguts (Never Talk to Strangers): Henry Taylor
- 1995: A Dream Is ha Wish Your Heart Makes: "The Annette Funicello Story" (TV): Walt Disney
- 1996: Swift Justícia (sèrie TV): Michael Swift
- 1996: Nova York - Policia judicial (TV), Cap. Allard Bunker
- 1996: A Brother's Promise: "The Dan Jansen Story" (TV): Harry Jansen
- 1996: Executive Decision: Charles White, el secretari de Defensa
- 1996: The Summer of Ben Tyler (TV): Spencer Maitland
- 1999: Border Line (TV): Jerry, el mancomunat d'Allison
- 1999: In the Company of Spies (TV): El president dels Estats Units
- 2000: Nuremberg (sèrie TV): Francis Biddle
- 2000: Tretze dies (Thirteen Days): Dean Acheson
- 2002: About Schmidt: Ray Nichols
- 2003: The Skulls 3: Dean Lawton
- 2004: Secret Window: Xèrif Dave Newsome
- 2004: Sex Traffic (TV): Magnus Herzoff
- 2005: The Greatest Game Ever Played: Stedman Comstock
- 2006 - 2007: Brotherhood (TV): Judd Fitzgerald
- 2007: Aïlla 1408 (1408): El pare de Mike
- 2008: The Onion Movie: Norm Archer
- 2008: Nova York - Policia judicial (TV): Edgar Beezley
- 2010: Damages (sèrie TV): Louis Tobin
- 2010 - ...: Blue Bloods (sèrie TV): Henry Reagan

## Premis i nominacions
Nominacions
- 2009: Primetime Emmy al millor actor secundari en minisèrie o telefilm per Into the Storm